# Hervé Bourde
Hervé Bourde (* 12. Juli 1951 in Marseille) ist ein französischer Jazz- und Improvisationsmusiker (Saxophone, Flöte, Klarinette, auch Piano, Bolemar, Synthesizer) und Komponist.

## Leben
Bourde, der aus einer musikalischen Familie stammt, studierte bei Jean-Pierre Rampal und Alain Marion an der Académie internationale de musique de Nice. Als Flötist erhielt er den ersten Preis des Konservatoriums von Marseille. In den 1970er Jahren arbeitete er mit Barney Wilen, Christian Vander und Laurent Cugny. Mit Bernard Lubat und Barre Phillips spielte er 1979 das Album Engatsse! ein. 1981 nahm er das Soloalbum Saxophonus auf. In den 1980er Jahren spielte er weiter mit Phillips und außerdem mit John Surman, Aina Kemanis, Pierre Favre, Henri Texier, André Jaume, Raymond Boni, Jean-Marc Montera, in den 1990er Jahren arbeitete er mit Franco D’Andrea, bevor er ein eigenes Quartett gründete, aus dem ein Quintett entstand. Auch komponierte er für das Theater, das Pariser Ballett von Carolyn Carlson und den Film (Guns et diesel von Robert Kramer, Charles Sterling von Richard Copans).

## Diskographische Hinweise
- Herve Bourde / Siegfried Kessler: Il était une fois un duo
- Hervé Bourde, Merzak Mouthana – Destinee (Bolem Records, 1982)
- Superbe Déménagement (APIA, 1989), mit Siegfried Kessler, Barre Phillips, Joël Allouche
- Hervé Bourde, Franco D’Andrea – Paris-Milano (Adda, 1991)
- Hervé Bourde, Franco D’Andrea, Karim Touré – E la storia va... (AA Records, 1995)
- Hervé Bourde, Antony Marschutz, Karim Touré Un certain trio
- Hervé Bourde, Karim Touré Rivages (2001)

## Lexikalischer Eintrag
- Philippe Carles, André Clergeat, Jean-Louis Comolli: Le nouveau dictionnaire du jazz. R. Laffont: Paris 2011